# 圓城寺次郎
圓城寺 次郎（えんじょうじ じろう、1907年（明治40年）4月3日 - 1994年（平成6年）3月14日）は日本のジャーナリスト、実業家。日本経済新聞社社長。

## 人物・来歴
千葉県印旛郡公津村下方（現：成田市下方）の農家の次男として生まれる。農家とは言っても圓城寺家は成田の近郷にその名を知られた旧家だった。旧制成田中学（現：成田高等学校）四年の時、虫垂炎を患い、更に心臓も病むようになる。健康状態が思わしくない状態が続き、圓城寺本人は東京の大学へ進むつもりでいたが、千葉医専（現：千葉大学医学部）で診察を受けると「こんな体で東京に行くなんて死に行くようなもんだ」と医者におどかされてしまう。このため、いったん進学をあきらて、自宅で無為徒食の生活を三年続けた。だいぶ体の調子が良くなった1927年（昭和2年）に大学予科だった第二早稲田高等学院文科に入り、早稲田大学政治経済学部に進む。しかし、心臓の病が完全に癒えたわけではなく、軍事教練には一度も参加せず、あまり根つめて勉強すると微熱が出てしまうため、それをいいことに次第に放埒な学生生活を送るようになり、麻雀、撞球、新劇、映画とおもしろいと好奇心を刺激されたものに片っぱしから手を付けていった。

### 中外商業新報社に入社
1933年（昭和8年）5月、朝日新聞社の入社試験に落ちたため、日経の前身となる中外商業新報社に入社。中外は、部数十万にも満たない、業界紙にちょっと毛の生えた程度の二流新聞としかみられていなかったが、その年は長引く不況のあおりで、中外の競争率は軽く百倍は超えていた。記者として採用されたのはたった二人だったが、そのうちの一人に、幸運にも圓城寺は選ばれた。
入社七年目の1940年（昭和15年）、編集局長の小汀利得から「きみはもう記事は書かなくて良い」と宣告され、会社の金で一年間の海外遊学に旅立った。アメリカからヨーロッパを巡るが、「井の中の蛙」ではダメで、もっと世界に目をひらき、知識を貪欲に吸収していかねばならないと痛感する。帰国後、34歳で経済部長に抜擢されるが、半年余り後に太平洋戦争に突入し、言論統制で新聞社として手足をもがれたも同然の戦時中は、圓城寺にしても情報局の検閲をパスするようなあたりさわりのない紙面でお茶を濁すしかなかった。
敗戦と占領下となった各地の新聞社では、世論の先頭に立って国民を戦争にかりたてていった新聞社幹部の責任を追及する声が社内からわきおこった。朝日、読売では1945年（昭和20年）12月までにオーナーを始め経営陣、編集局長、編集主幹らがその地位を去り、毎日でも会長、社長を筆頭に幹部の大々的な入れ替えが行われた。朝毎読三紙の社内刷新運動はとうぜん日経にも波及し、11月、編集局の部長を中心とした従業員代表が社長の小汀利得に対して、幹部交代を含め日経として戦争責任を明確化するよう迫った。これを受け、会社側は12月5日、会長の村山幸平ら三人の役員と監査役を退任させると発表。翌年3月には戦時中から編集局長だった小田嶋定吉がその職を解かれ、局次長だった圓城寺が弱冠38歳にして第五代編集局長に就任した。

### 編集局長として
圓城寺は1945年から56年までの十年にわたって編集局長として日経のエディター・シップを一手に握り続け、「兜町新聞」と陰口を叩かれていた日経を、朝日、毎日に決してひけをとらない質を備えた、しかも経済紙として独自のステイタスを築けるようなクォリティ・ペーパーに何とか変身させようと辣腕をふるっていく。朝刊が八ページしかなかった時代に経済情勢の解説や「やさしい経済学」といった一般庶民が敬遠するような高尚な記事にまるまる一ページを割いてしまったり、今までの日経になかった科学欄、美術欄を次々と新設していった。やがて訪れる日本の高学歴化を先取りするような紙面のレベルアップだった。また、編集局長になってすぐ、部下に社内シンクタンク構想の準備に取り掛かるように指示し、彼が編集局長時代には実を結ばなかったが、常務になって三年目の1958年（昭和33年）3月、経済研究室（現：日本経済研究センター）として実現にこぎつける。

### 山一危機にあたって
1964年（昭和39年）10月、日本四大証券の一つである山一證券が危ないという話が単なる風聞ではなく、かなり信憑性の高い情報として兜町界隈で囁かれるようになり、11月、山一の後ろ盾となっていた日本興業銀行頭取の中山素平らは、名うての相場師である社長の大神一を退任させる一方で、興銀出身の日高輝を新社長として送り込み、経営の立て直しにあたらせることにした。しかし、突然の社長交代交代劇は関係者の間に山一の病状がかなり進行していることを強く印象づける事になり、新聞社の一部が取材に動き始め、明くる年の一月、中山のもとに日刊工業新聞記者がやって来て、「山一危機」を記事にすると通告する。慌てた中山は、再建策もまだ煮詰まっていない段階で、新聞に「山一危機」のことが書かれてしまったら、全てが画餅に帰すとして、日刊工業新聞首脳に記事を差し止めて欲しいとたのむ一方、大蔵省にも連絡を取った。省内でも有数の証券通として知られ、証券部長を経て財務調査官に就いていた加治木俊道はその知らせに衝撃を受け、今の段階で「山一危機」が明らかになれば、自分らが半年がかりで進めた証券取引法の改正案は国会で審議されずお流れなるばかりか、ニュースの出たその日の朝から、山一には客が殺到して、取り付けパニックが起き、山一の取り付け騒ぎはほかの証券会社にも飛び火して、しまいには証券会社に大量の金を貸し付けている大銀行への取り付け騒ぎへとエスカレートするに違いないと確信した。
加治木は昭和金融恐慌の二の舞だけは避けなければならないと思い、記事の差し止め、報道管制を敷くことはできないだろうかと考え、関税率審議会の事務方をしていたときに委員として知り合い、口が堅くて新聞界に顔が効き、人柄にも信頼を寄せていた専務・主幹だった圓城寺のもとを、上司にはまったく相談せず、自分一人の判断で訪ねた。加治木は「山一危機」について洗いざらい圓城寺にぶちまけ、せめて山一の再建策が固まるまで報道各社に記事の差し止めをお願いすることはできないだろうかと相談を持ちかけた。すると、圓城寺は「東京には、朝日、毎日、読売、サンケイ、日経、東京、共同といった在京大手の新聞、通信社の経済部長からなる七社会というものがあり、この七社会で報道協定を結べば記事は書けなくなる。さらにNHK、時事、日刊工業の三社も七社会の準加盟社だから、書かないという協定にはある程度拘束される」と答えた。圓城寺は、決して「こうしたらどうですか」という表現は使わなかった。あくまで七社会の存在と機能を伝えただけだった。しかし、加治木にはそれで十分だった。口封じの道はひらけたのである。
加治木はさっそく、七社会の幹事社を通じ、各社の経済部長に連絡をつけ、日ならずして報道協定は締結された。だが、せっかくの協定も七社会からあぶれていた西日本新聞が独自に集めた情報をもとに「山一、経営難乗り切りへ」の見出しを掲げて朝刊トップで大きく報じ、御破算になってしまう。しかし、少なくても西日本の記事が出るまでの間、一ヶ月近くも「山一危機」はパンドラの匣の中にとじこめておくことができた。朝毎読をはじめとする有力紙が記事を差し止めている間、山一の再建策の骨格はほぼできあがり、西日本にスッパ抜かれた時にはすでに詰めの段階に入っていたのだった。加治木ら大蔵省サイドからすれば、報道管制による時間稼ぎは、百点満点とまでには行かなくてもそれなりに成功をおさめた格好となった。

### 社長に
政治の季節が終わりを告げ、経済が主役の季節が到来すると日経は経済紙のカラーを存分に生かしてサラリーマン層に食い込み、朝毎に対抗しうるだけの存在基盤を築こうとした。「出社前三十分 － それがあなたを決定します」というサラリーマンの心理をたくみに捉えた絶妙なコピーで購買意欲を掘り起こし、豊かになった中間層を中心に読者を着実に獲得していった。1960年から70年までの十年間の間で、日経の部数の伸びは読売をさらに上回り、70パーセントを超える驚異的な成長を示していた。だが、経済紙という制約ゆえに、一般紙とちがって部数の伸びには自ずと限界がある。そこで日経は、新聞社そのものを、情報産業へと改造してしまうことで、朝毎との競争に打ち克とうとした。「新聞だけ」を出していた新聞社から、コンピュータを軸にデータを売りものにする「新聞も」出していた新聞社へ、新聞企業の形態を変えようと圓城寺は試みるのである。社長時代「経済に関する総合情報機関」を提唱し、日経流通新聞、日経産業新聞を創刊。また、IBMの協力の下にコンピュータを導入した新聞制作の自動化と世界初の鉛を使わない印刷システムを稼働させ、1975年（昭和50年）にはデータバンク局を新設し森田康（のち社長）が事業を軌道に乗せてゆく。
1969年（昭和44年）、財界の出資でつくられた東京12チャンネル（現：テレビ東京）が、放漫経営がたたって、にっちもさっちも行かなくなり、興銀会長の中山が圓城寺のもとを訪ねて「東京12チャンネルを日経で引き受けてもらえないか」と要請した。もはやテレビなしでは、どんな百万を超える部数を誇る新聞社であってもメディアのメジャーたりえない時代が到来していた。日経は、12チャンネルに先立って開局した日本教育テレビ（NET）（現：テレビ朝日）の設立に一枚噛み、NETには副社長を送り込み形の上では一応、経営参加を果たしていた。しかし、NETの株式は朝日新聞に買い占められ、事実上朝日の傘下にあった。このままでは有力紙の中で日経だけがテレビを持てなくなりそうだった。そうした状況にあったが、圓城寺ははじめから「ほしい」とは一言も言わなかった。あせらなくても日経以外に売り込む先がないことがわかっていたからである。経営権売買交渉は中山たちの足もとを見た日経側が買い叩き、難航した。直接の売却交渉は、日経側から圓城寺の意を受けた常務の佃正弘が出席して続けられるが、結局、財界は日経の希望に沿った値段で12チャンネルを売り渡した。
公職では経済・産業政策の立案などに参画。50を超える審議会・調査会に名を連ね、ひと頃「審議会男」という異名が付き、石油審議会、経済審議会、中央社会保険医療協議会などでは会長を務めた。ほかに土光敏夫が会長を務めた第二臨調では、圓城寺は会長代理に選ばれている。

### 安宅英一と
圓城寺は美術に造詣が深く、1968年（昭和43年）には「日本名陶百選展」の企画や美術書刊行などの功績から芸術選奨文部大臣賞を授与された。
安宅英一（安宅産業相談役社賓）が主導して蒐集した東洋陶磁コレクション（安宅コレクション）の成長を圓城寺は後押しし、社内における立場が微妙な英一をそれとなく支援するため、日経は圓城寺の肝いりで安宅コレクション展を度々開催した。安宅産業は1975年に経営破綻し、安宅コレクションも散逸が懸念されたが、住友グループからの支援で散逸を免れ、大阪市に寄贈の上で大阪市立東洋陶磁美術館が開館してしばらく経った頃、英一がすべてが落着した記念にとコレクションの形成で世話になった圓城寺に、李朝の小品を贈呈したいと申し出た。
代理で英一に仕えた伊藤郁太郎（同館初代館長）が出向き、英一の意思を伝えたところ、圓城寺は「会社の仕事としてやってきたことで、ご好意は身に沁みるほど有り難いがこれは頂戴できない。安宅さんのことだからきっと魅力のあるものに違いない。開けて見れば、気の迷いも出るかも知れないから、このままお返しする」といって固辞した。伊藤はそれまでに何度も圓城寺の「借りは、作らない」という人生哲学を見てきたが、改めて、圓城寺の毅然とした爽快な対処の仕方に敬意と共感を覚え、意気揚々と英一のもとに小品を持ち帰っている。

### 死去
1994年3月14日、呼吸不全のため杏林大学医学部付属病院で没。86歳。
2006年、日経と日本経済研究センターが共催で中堅・若手エコノミストを顕彰することを目的に名を冠した「円城寺次郎記念賞」を創設している。

## 年譜
- 1907年4月3日 - 生誕。
- 1933年5月 - 早稲田大学政治経済学部卒業後、中外商業新報社に入社。
- 1938年3月 - 経済部次長。
- 1940年6月 - 海外特派員として欧米を訪問。
- 1941年5月 - 経済部長。
- 1942年11月 - 日本産業経済新聞社への改称とともに政経部長。
- 1945年1月 - 編集局次長を兼務。
- 1946年3月 - 日本経済新聞社へ改称とともに編集局長・理事。
- 1947年10月 - 取締役。
- 1954年2月 - 常務取締役・編集局長。
- 1956年2月 - 常務取締役・主幹。
- 1965年10月 - 専務取締役・主幹。
- 1968年2月 - 代表取締役社長。
- 1976年3月 - 代表取締役会長。
- 1980年3月 - 顧問。
- 1994年3月14日 - 死去。

## 著書

### 編集
- 『美の美百選』日本経済新聞社、1976年12月。
- 『美の美百選 2』日本経済新聞社、1977年12月。
- 『敦煌の美百選』日本経済新聞社、1978年11月。
- 『美の美百華』日本経済新聞社、1990年2月。ISBN 9784532041229。
- 『美の美百粋』日本経済新聞社、1991年11月。ISBN 9784532122034。

### 共編
- 長谷部楽爾、圓城寺次郎 編『中国陶磁百選』日本経済新聞社、1982年6月。
- 樋口隆康、圓城寺次郎 編『中国青銅器百選』日本経済新聞社、1984年6月。ISBN 9784532040871。